# Худяков Денис Миколайович
Денис Миколайович Худяков (рос. Денис Николаевич Худяков; 8 березня 1984, м. Челябінськ, СРСР) — російський хокеїст, воротар.

## Ігрова кар'єра
Вихованець хокейної школи «Трактор» (Челябінськ). Виступав за «Трактор» (Челябінськ), «Вінздор Спітфаєрс» (ОХЛ), «Мечел» (Челябінськ), «Юність» (Мінськ), «Спартак» (Санкт-Петербург), ХК МВД, «Автомобіліст» (Єкатеринбург), Прогрес (Глазов), «Єрмак» (Ангарськ), «Титан» (Клин), «Буран» (Воронеж).
У складі молодіжної збірної Росії учасник чемпіонату світу 2004. У складі юніорської збірної Росії учасник чемпіонату світу 2002.

## Досягнення
- Срібний призер юніорського чемпіонату світу — 2002.